# Medisch Pedagogisch Instituut Maria Hulp der Kristenen

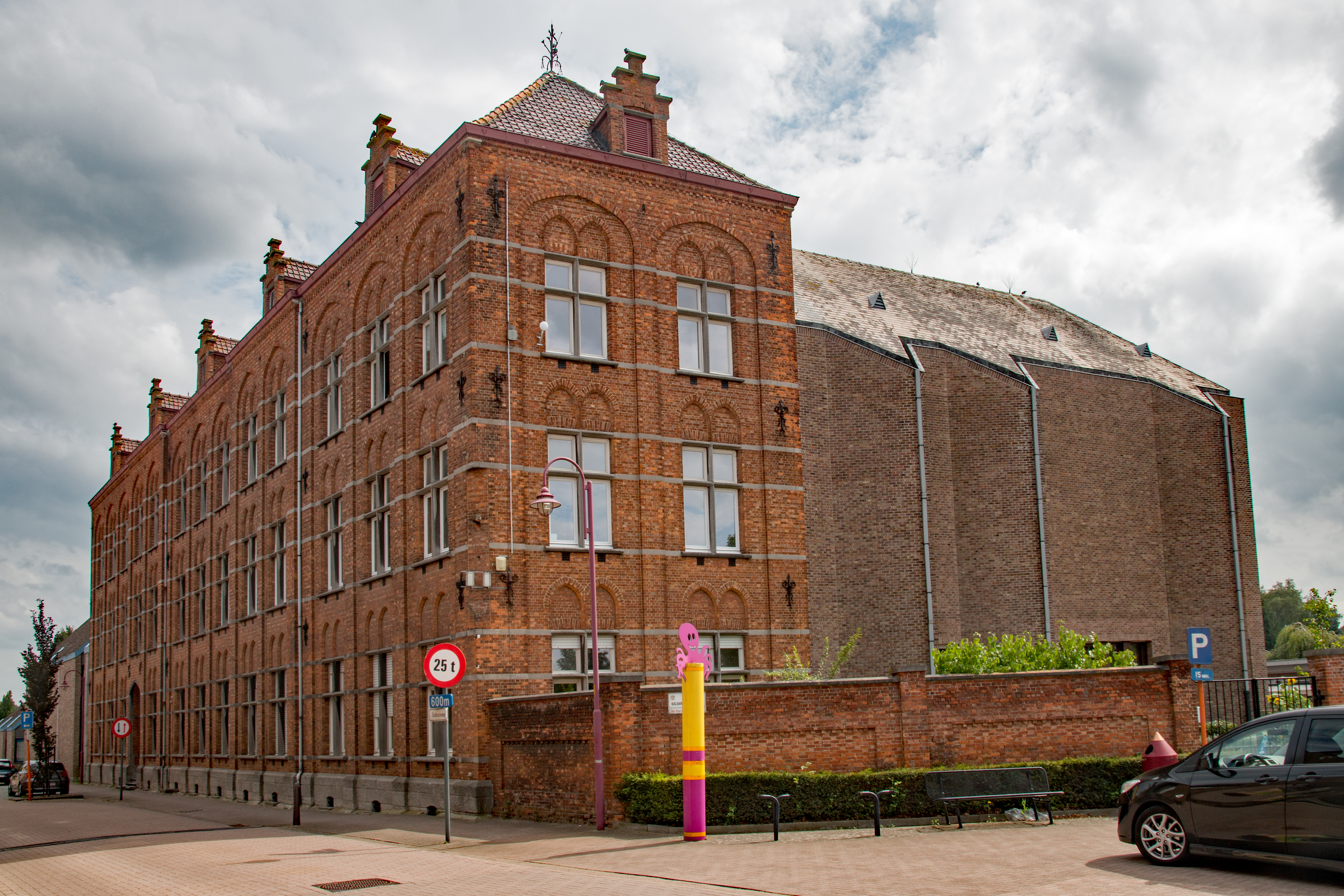
De kloostervleugel in 2017

Het Medisch Pedagogisch Instituut Maria Hulp der Kristenen is een instelling in de tot de Antwerpse gemeente Geel behorende plaats Oosterlo, gelegen aan Eindhoutseweg 25.

## Geschiedenis
Hier stond eerst de brouwerij De Bonten Hannen. Omstreeks 1832 trokken hier de zusters Franciscanessen in. Zij stichtten een kostschool met de naam Val Sainte-Marie ofwel Mariadal.
De brouwerij werd in 1910 vervangen door een neogotisch bouwwerk. Hiervan bleef de kloostervleugel behouden.
De kostschool werd in 1962 opgeheven, maar voordien werd al gewerkt aan het ombouwen van het complex tot medisch pedagogisch instituut. Hier wordt zorg verleend aan -vooral jongere- verstandelijk gehandicapten. Het geheel vormt een campus met een groot aantal gebouwen.

## Gebouw
De historische kloostervleugel is groot gebouw van dertien traveeën. Het is een neogotisch bakstenen gebouw met doorlopende banden van arduin.